# Avite
Avite ("ruínas". A septuaginta lê Getthaim) era uma cidade edomita.  Foi a capital do rei edomita Hadade ben Bedade, um dos reis de Edom, antes que houvesse reis em Israel.   A sua localização é desconhecida, mas provavelmente foi o que é hoje o sul de Israel ou da Jordânia.